# سياسة الطاقة في المملكة المتحدة
تحدَّد سياسة الطاقة الحالية للمملكة المتحدة في إطار الورقة البيضاء للطاقة لشهر مايو 2007 وخطة التحول منخفض الكربون لشهر يوليو 2009، بناءً على العمل السابق الذي يتضمن الورقة البيضاء للطاقة لعام 2003 وتقرير مراجعة الطاقة في عام 2006. قادتها وزارة الطاقة وتغير المناخ، ثم ترأستها آمبر رود (تم حل وزارة الطاقة وتغير المناخ في 14 يوليو 2016). ينصبّ التركيز الحالي للسياسة على إصلاح سوق الكهرباء وطرح العدادات الذكية وتحسين فعالية الطاقة للأبنية في المملكة المتحدة من خلال الصفقة الخضراء.
لمحة عامة
الورقة البيضاء لعام 2007: تشرح «مواجهة تحدي الطاقة» إستراتيجية الطاقة الدولية والمحلية التي تتبعها الحكومة للتصدي لتحديات الطاقة طويلة الأمد التي تواجهها المملكة المتحدة، ولتحقيق أربعة أهداف للسياسة:
1. وضع المملكة المتحدة على مسار لخفض انبعاثات ثاني أكسيد الكربون بنحو 60% بحلول عام 2050، وتحقيق تقدم ملموس بحلول عام 2020.
2. الحفاظ على إمدادات الطاقة الموثوقة.
3. تعزيز الأسواق التنافسية في المملكة المتحدة وخارجها، ما يساعد على رفع معدل التنمية الاقتصادية المستدامة وتحسين الإنتاجية.
4. التأكد من أن كل منزل يحصل على التدفئة الكافية وبأسعار معقولة.

يشمل نطاق سياسة الطاقة إنتاج الكهرباء وتوزيعها، واستخدام وقود النقل ووسائل التدفئة (الغاز الطبيعي على وجه الخصوص). تعترف السياسة بما يلي: «الطاقة ضرورية في كل جانب من جوانب حياتنا تقريبًا ومن أجل نجاح اقتصادنا. نواجه تحديين للطاقة على المدى الطويل:
- التخفيف من آثار تغير المناخ عن طريق الحد من انبعاثات ثاني أكسيد الكربون داخل المملكة المتحدة وخارجها على حد سواء.
- تأمين طاقة آمنة ونظيفة وبأسعار معقولة مع ازدياد اعتمادنا على الوقود المستورد».

تعترف السياسة أيضًا بأن المملكة المتحدة ستحتاج إلى نحو 30-35 غيغا وات من الطاقة الجديدة لتوليد الكهرباء على مدى العقدين المقبلين، إذ إن العديد من محطات الفحم والطاقة النووية الحالية، التي بُنيت في الستينيات والسبعينيات من القرن العشرين، سينتهي أجلها ومن المقرر إغلاقها.
أعادت مراجعة الطاقة لعام 2006 تقديم إمكانية إنشاء محطات جديدة للطاقة النووية في المملكة المتحدة. بعد مراجعة قضائية طلبتها منظمة السلام الأخضر، في 15 فبراير 2007 حُكم على عناصر مراجعة الطاقة لعام 2006 بأنها «معيبة بشكل خطير»، و «ليست غير كافية فحسب، بل مضلّلة أيضًا». ونتيجة لذلك، اعتُبرت خطط بناء جيل جديد من محطات الطاقة النووية غير قانونية في ذلك الوقت. (اقرأ الطاقة النووية في المملكة المتحدة لمزيد من التفاصيل). ردًا على ذلك، أجرت الحكومة مشاورة «مستقبل الطاقة النووية» في الفترة من مايو إلى أكتوبر 2007. صرّح ردّ الحكومة على استنتاجات المشاورة، الذي نُشر في يناير 2008 «بمقارنة تحديات تغير المناخ وأمن الإمداد، فإن الأدلة على دعم محطات الطاقة النووية الجديدة دامغة».
يحدِّث مشروع قانون الطاقة في يناير 2008 الإطار التشريعي في المملكة المتحدة ليعكس سياستهم الحالية تجاه سوق الطاقة وتحديات تغير المناخ وأمن الإمداد. وتتناول العناصر الرئيسية لمشروع القانون: الطاقة النووية، واحتجاز ثاني أكسيد الكربون وتخزينه، ومصادر الطاقة المتجددة، والغاز والنفط في المناطق البحرية. نُشر في نفس الوقت إطار لتشجيع الاستثمار في الطاقة النووية ضمن بيئة تنظيمية جديدة في الورقة البيضاء للطاقة النووية في يناير 2008.
أنشأت الحكومة في أكتوبر 2008 وزارة الطاقة وتغير المناخ للجمع بين سياسة الطاقة (سابقًا مع وزارة الأعمال والمشاريع والإصلاح التنظيمي) وسياسة التخفيف من آثار تغير المناخ (سابقًا مع وزارة البيئة والأغذية والشؤون الريفية).

## اسكتلندا
على الرغم من أن سياسة الطاقة مسألة مخصصة لحكومة المملكة المتحدة بموجب أحكام قانون إسكتلندا لعام 1998 الذي أنشأ الحكومة المفوضة لإسكتلندا، تتبنّى الحكومة الاسكتلندية سياسة للطاقة في اسكتلندا تتعارض مع سياسة المملكة المتحدة، ولديها سلطات في التخطيط تمكّنها من وضع بعض جوانب أولويات سياستها حيز التنفيذ.

## أسواق الطاقة
قدّرت مراجعة أبحاث وأسواق أن إجمالي القيمة السوقية لعام 2006 لاستهلاك الطاقة الداخلية في المملكة المتحدة هو 130.73 مليار جنيه إسترليني. قُدّر استهلاك قطاع الطاقة بـ 28.73 مليار جنيه إسترليني، في حين بلغت قيمة استهلاك القطاع غير المتصل بالطاقة 128.2 مليار جنيه إسترليني، مع كون قطاع النقل الجزء الأكبر من القطاعات غير المتصلة بالطاقة. تقترح المملكة المتحدة حاليًا إصلاحات واسعة النطاق لسوق الكهرباء لديها، بما في ذلك اتخاذ التدابير مثل عقود الفروقات للمولدات وسوق القدرة لضمان أمن الإمدادات في النصف الثاني من هذا العقد.